# Jean Claudric
Pour les articles homonymes, voir Bacri.
Jean Claudric, de son vrai nom Jean-Claude Bacri, est un arrangeur, chef d'orchestre et auteur-compositeur français, né le 13 septembre 1930 à Alger. Il est le frère de l'humoriste Roland Bacri et le père du compositeur Nicolas Bacri.

## Biographie
Jean Claudric s'installe à Paris en 1955. Trois ans plus tard, il rejoint Maurice Chevalier pour arranger son nouveau disque.
Depuis 1963, il travaille avec Enrico Macias, en tant qu'arrangeur et auteur-compositeur. Il a été l'arrangeur de nombreux artistes de la variété française, comme Marie Laforêt, Laura Pierre Perret, Michel Polnareff, Monty, Sheila, Mireille Mathieu, Karen Cheryl, Dalida, Gilbert Bécaud, Michel Sardou, Nana Mouskouri, Gilbert Montagné, Franck Alamo, Johnny Hallyday, Charles Aznavour, Isabelle Aubret. Il en accompagne un certain nombre dans leurs tournées.
Il dirige aussi les orchestres dans les émissions de télévision de variétés, les cabarets et les salles de spectacle parisiennes et internationales, telles que le Palais des congrès de Paris ou le Carnegie Hall.
Claudric a orchestré la chanson « Sans toi », interprétée par Martine Clémenceau, lors du Concours Eurovision de la chanson 1973 au Luxembourg.
En 1987, il reçoit le Grand Prix de la Musique Légère, par la SACEM.
Actuellement, Jean Claudric se produit régulièrement avec un groupe de jazz au Petit Journal Montparnasse à Paris. Il a longtemps accompagné Mireille Mathieu dans ses tournées.

## Musiques de films
- 1994 : Mina Tannenbaum
- 1982 : Le Transfuge
- 1980 : La Mer couleur de larmes
- 1976 : La situation est grave... mais pas désespérée
- 1975 : Divine
- 1972 : Le Tueur
- 1973 : Jeu de dames
- 1967 : Je vous salue Paris